# تیامات (گروه موسیقی)
تیامت (به انگلیسی: Tiamat) یک گروه موسیقی متال سوئدی است که در سال ۱۹۸۸ در استکهلم توسط یوهان ادلوند تأسیس شده‌است. تیامت بارها سبک موسیقی خود را عوض کرده‌است. گروه از سبک‌های بلک متال، پروگرسیو، دث/دوم و گتیک استفاده کرده‌است. اما اخیراً بیشتر روی موسیقی اتمسفریک، اتنیک، سایکدلیک و اکسپرایمنتال تمرکز می‌کند.

## زندگی‌نامه
در ابتدا گروه تحت نام تربلینکا Treblinka به موسیقی بلک متال می‌پرداخته و در سال ۱۹۸۹ آلبوم گریهٔ سومریان را ضبط و در سال ۱۹۹۰ گروه با تغییر نام، تحت نام تیامت این آلبوم را منتشر کرد.
در سالهای ابتدایی گروه بیشتر روی موسیقی دث متال تمرکز می‌کند (اولین آلبوم گروه، گریهٔ سومریان Sumerian Cry در سبک دث متال است) و در سالهای بعد و متعاقباً آلبومهای بعدی (خواب ستاره‌ای Astral Sleep و ابرها Clouds) بیشتر به سبک دوم متال گرایش می‌آورد و آلبوم عسل وحشی Wildhoney که ترکیبی از موسیقی دوم و دث متال با تحت تأثیر قرار گرفتن از گروه پینک فلوید می‌باشد، در این آلبوم ریفهای آرام گیتار همراه با صدای سینتیسایزر یک نوع موسیقی متفاوت رو در مقایسه با گروهای دیگر متال آن زمان به وجود آورده بود. آلبوم بعدی تیامت یک نوع خواب بسیار عمیق A Deeper Kind of Sleep متفاوت‌ترین آلبوم گروه تا آن زمان بود که مجدداً تحت تأثیر شدید گروه پینک فلوید بود.
به محض منتشر شدن این آلبوم ادلند از کشور سوئد به آلمان نقل مکان کرد. در آلبومهای بعدی موسیقی تیامت بیشتر از متال به سوی گتیک راک می‌رود. در آلبوم بعدی اسکلتون اسکلترن Skeleton Skeletron تیامت باز هم تغییر سبک می‌دهد و بیشتر به سمت موسیقی شرقی گوتیک پیش می‌رود که در آلبوم‌های بعدی شکار Prey و جوداس کرایست Judas Christ بیشتر از همین سبک استفاده شده‌است. آلبومهای اخیر تیامت تحت تأثیر گروه د سیستر آف مرسی The Sister of Mercy است.
در ژوئن ۲۰۰۷ گروه با ناشر نوکلیر بلست Nuclear Blast قرار می‌بندد و آلبوم جدید خود Amanethes را در تاریخ هجدهم آوریل ۲۰۰۸ منتشر می‌کند.

## آهنگ‌نامه

### آلبوم‌های کامل
- Sumerian Cry - June 7, 1990 CMFT Productions
- The Astral Sleep - September 1, 1991 Century Media
- Clouds - April 2, 1992 Century Media
- Wildhoney - October 25, 1994 Century Media
- A Deeper Kind of Slumber - August 12, 1997 Century Media
- Skeleton Skeletron - August 11, 1999 Century Media
- Judas Christ - April 30, 2002 Century Media
- Prey - October 27, 2003 Century Media
- Amanethes - April 18, ۲۰۰۸ Nuclear Blast Records
- The Scarred People - 2 November 2012 Napalm

### تک آهنگ‌ها و نسخه‌های نمایشی
- A Winter Shadow (Demo) ۱۹۹۰
- The Sleeping Beauty (Live in Israel) (Live) ۱۹۹۳
- Gaia (EP) ۱۹۹۴
- The Musical History of Tiamat (Live/Compilation(2 Disc)) ۱۹۹۵
- Cold Seed (single) ۱۹۹۷
- For Her Pleasure (EP) ۱۹۹۹
- Brighter than the Sun (single) ۱۹۹۹
- ۲۰۰۲ Vote For Love (single)
- Cain (single) ۲۰۰۳
- The Church of Tiamat (DVD) ۲۰۰۶
- Commandments (Best of/Compilation) ۲۰۰۷
- ۲۰۰۸ The Ark of the Covenant - The Complete Century Media Years (Boxed set (12 Disc/1 DVD))

## تأثیر تیامت بر گروهای دیگر
تبی درایور از گروه maudlin of the Well و Kayo Dot، و فرناندو ریبیرو از گروه مونسپل اشاره به تحت تأثیر قرار گرفتن از گروه تیامت را داشتند.

## پیوندها
- Tiamat's official website.
- Tiamat's official Myspace.